# 阿尔维德·克拉默
阿尔维德·克拉默（英語：Arvid Kramer，1956年10月2日—），美国NBA联盟前职业篮球运动员。他在1979年的NBA选秀中第3轮第45顺位被犹他爵士选中。